# Franklin's Gardens
Franklin's Gardens é um estádio localizado em Northampton, Inglaterra, Reino Unido, possui capacidade total para 15.249 pessoas, é a casa do time de rugby Northampton Saints, foi inaugurado em 1880.